# Philip Kooke
Philip Kooke (Bergum, 20 mei 1968) is een Nederlands sportverslaggever bij de NOS-televisie. Hij verzorgt bij de NOS sinds 2002 commentaar bij voetbal- en hockeywedstrijden. Verder is hij schrijvend journalist.

## Loopbaan
Kooke startte zijn loopbaan bij AVRO’s Sportpanorama. In 1996 trad hij in dienst als voetbalcommentator bij de betaalzenders FilmNet/SuperSport. Kooke werd de vaste stem bij de duels in de Engelse Premier League. Toen de zendercombinatie in 1997 overging in Canal+, bleef Kooke in dezelfde functie actief. Daarnaast werkte hij van 1998 tot en met 2000 als commentator bij Eurosport.
In januari 2002 stapte Kooke over naar NOS Studio Sport, waar hij naast voetbal het commentaar doet bij hockeywedstrijden. Als voetbalverslaggever was Kooke tot heden te horen op de WK’s van 2002, 2006, 2010, 2014, 2018 en 2022. Ook versloeg hij de EK’s van 2004, 2008, 2012, 2016, 2020 en 2024. Hij was bij de NOS te horen bij wedstrijden in de Engelse Premier League, de UEFA Champions League en de UEFA Cup. Nu doet Kooke nog verslag van wedstrijden in de Nederlandse Eredivisie en de kwalificatiewedstrijden van het Wereldkampioenschap voetbal.
Vanaf 2004 verzorgt Kooke het geluid bij het hockey tijdens de Olympische Zomerspelen. Hij was aanwezig op de Spelen van 2004, 2008, 2012 en 2016. Ook verricht hij commentaar bij andere grote toernooien, zoals de Champions Trophy en het WK Hockey. Verder levert Kooke regelmatig geschreven hockeybijdrages in het Parool. Zijn vader was bestuurslid van de Nederlandse Hockeybond.

## Boeken
In 2004 bracht Philip Kooke zijn eerste boek uit. In Grote jongens zijn omschrijft hij de woelige weg naar de olympische hockeymedaille. 
In november 2007 verscheen Kookes tweede boek, getiteld Ik laat je nooit in de steek. In dit literaire werk vertelt hij zijn persoonlijke verhaal over zijn alleenstaande vader Phil Kooke, die de ziekte van Alzheimer krijgt en verandert "van patiënt in prooi". Kooke beschrijft hoe zijn vader op een valse manier werd geïsoleerd van zijn familie en vervolgens een groot kapitaal afhandig werd gemaakt. Op 9 november 2007 en 20 februari 2013 lichtte hij dit verhaal toe in het televisieprogramma Pauw & Witteman.
Samen met Rim Voorhaar schreef hij in 2009 het boek De beste Nederlandse hockeyers m/v aller tijden.
Kooke schreef tevens de biografie van voetballer/tv-presentator/quizmaster/voetbalcommentator Frank Kramer; Eeuwig op de vlucht, een toevalstreffersleven. Dit boek verscheen in december 2019.